# Curtara convella
Curtara convella är en insektsart som beskrevs av Delong 1980. Curtara convella ingår i släktet Curtara och familjen dvärgstritar. Inga underarter finns listade i Catalogue of Life.